# Huomachong
Huomachong är en ort i Kina. Den ligger i provinsen Hunan, i den södra delen av landet, omkring 270 kilometer väster om provinshuvudstaden Changsha.
Runt Huomachong är det ganska tätbefolkat, med 248 invånare per kvadratkilometer. Närmaste större samhälle är Chenyang, 15,7 km norr om Huomachong. Trakten runt Huomachong består till största delen av jordbruksmark.
Genomsnittlig årsnederbörd är 1 960 millimeter. Den regnigaste månaden är maj, med i genomsnitt 337 mm nederbörd, och den torraste är december, med 48 mm nederbörd.